# Tauros Aithiopikos

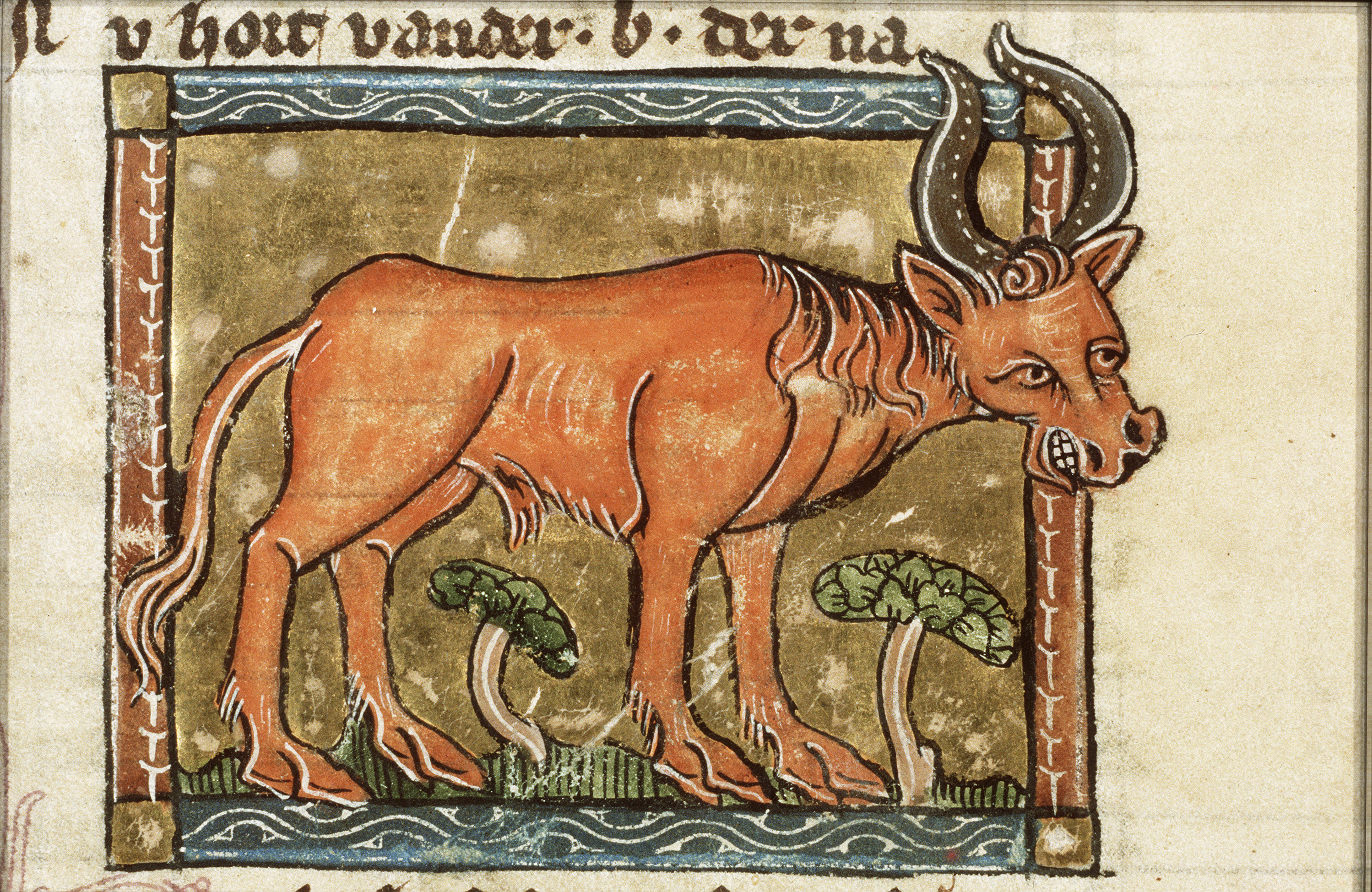
Rode buffel in Der naturen bloeme van Jacob van Maerlant (afbeelding uit circa 1340-1350).

De Tauros Aithiopikos (Grieks voor Ethiopische stier) is een fabeldier dat uit Ethiopië zou komen en verwant is aan de yale en de centicore. Als hij kwaad is, gaan zijn hoorns rechtop staan, klaar voor het gevecht. Zijn rode stoppelhuid is volgens Plinius de Oudere zo taai dat pijlen en speren er niet doorheen komen. Deze stieren zouden twee keer zo groot zijn als hun westerse soortgenoten; ook zouden ze mensen eten.
Mogelijk is dit dier gebaseerd op reisverslagen die de Afrikaanse buffel beschreven.